# Fay (Orne)
Fay – miejscowość i gmina we Francji, w regionie Normandia, w departamencie Orne. Nazwa miejscowości oznacza buk (fagus).
Według danych na rok 1990 gminę zamieszkiwało 69 osób, a gęstość zaludnienia wynosiła 8 osób/km² (wśród 1815 gmin Dolnej Normandii Fay plasuje się na 817. miejscu pod względem liczby ludności, natomiast pod względem powierzchni na miejscu 600.).